# Ruwenbos
Ruwenbos is een kleine wijk in de Nederlandse stad  Enschede, gelegen tussen de Haaksbergerstraat, Boswinkel en de A35. De wijk onderscheidt zich van andere nieuwbouwwijken door een experimentele manier van ecologisch bouwen. In totaal omvat de wijk ongeveer 450 woningen, waarvan de laatste in 1999 zijn voltooid.

## Algemeen
De hoofdontsluiting van de wijk bevindt zich aan de Haaksbergerstraat. Doordat de wijk is ontworpen rond de bestaande houtwallen en boomgroepen, kenmerkt deze zich door veel groenvoorzieningen. Langs de Haaksbergerstraat ligt een strook van zestig meter groen met een zuivelboerderij. Dwars door de wijk slingert de Boswinkelweg, een fiets- en voetpad dat een groenzone vormt in de wijk. Langs de geluidswal die de wijk beschermt tegen de verkeershinder van de rijksweg zijn vijvers uitgegraven. Ook langs de Haaksbergerstraat en in het midden van de wijk bevinden zich waterpartijen. Langs de hele zuidzijde van de wijk zijn speelgelegenheden gerealiseerd. Net buiten de wijk, tussen de rijksweg en Zweringbeek, bevinden zich een manege, een bos en een trapveld. Ook zijn er een fietscrossbaan en sportvelden in de wijk te vinden.

## Afwatering
Ruwenbos heeft een bijzonder afwateringssysteem. In plaats van het water af te voeren naar het riool wordt het opgevangen in zogenaamde wadi’s. Dit zijn beddingen die bij regen volstromen en zo het overtollige water opvangen en afvoeren naar een nabijgelegen beek of vijver. Dit systeem voorkomt onnodig gebruik van het riool en zorgt er eveneens voor dat het buitengebied tegen uitdroging wordt beschermd. Ook zijn de wadi’s een goede broedplaats voor amfibieën en trekken ze bijzondere plantensoorten aan. Daarnaast zijn in de wijk de wegen zo min mogelijk verhard en wordt er gebruikgemaakt van zonne-energie. Ruwenbos is een van de eerste wijken in Nederland waar met wadi’s is gewerkt.